# James Lawrence Getz

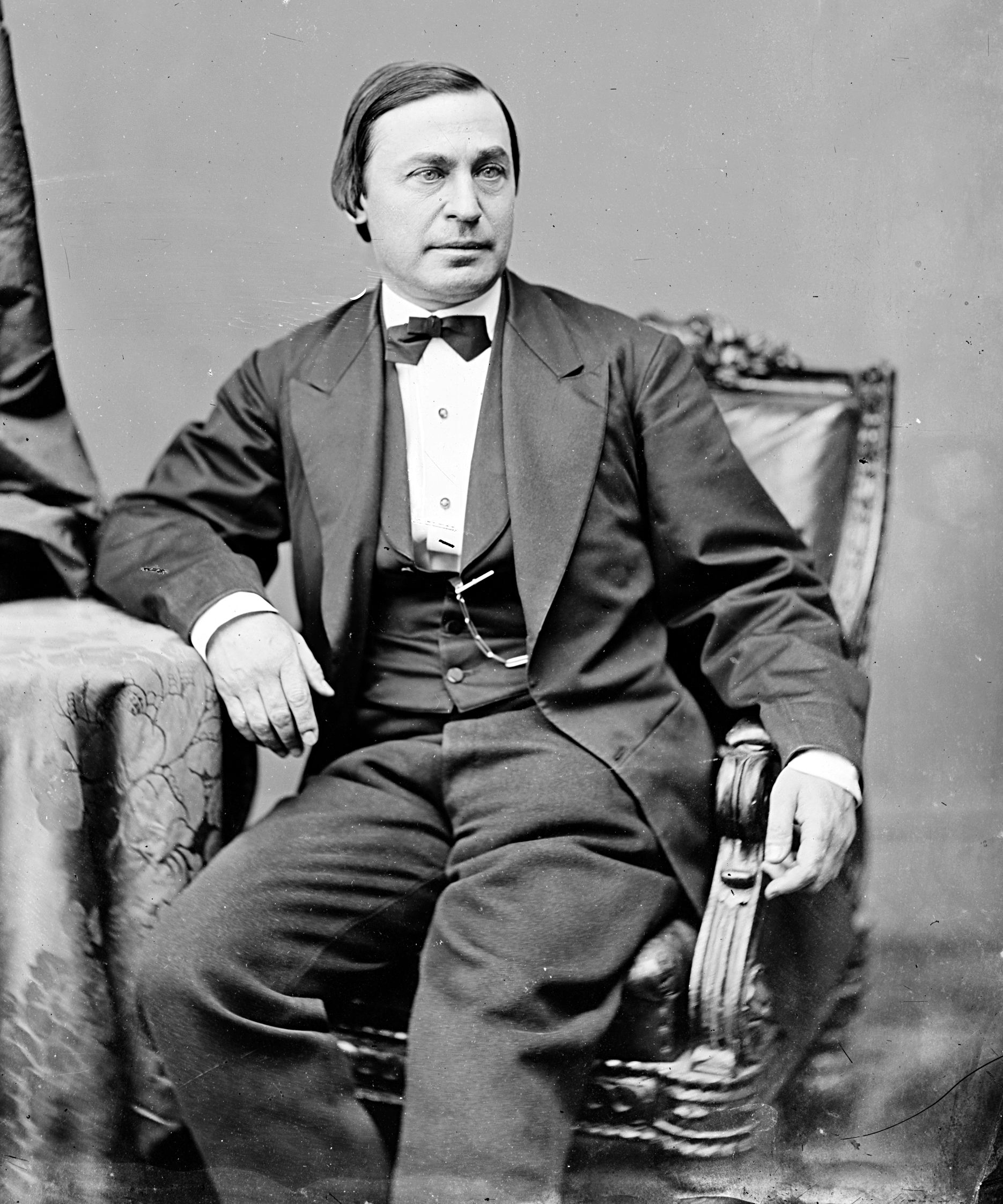
James Lawrence Getz

James Lawrence Getz (* 14. September 1821 in Reading, Pennsylvania; † 25. Dezember 1891 ebenda) war ein US-amerikanischer Politiker. Zwischen 1867 und 1873 vertrat er den Bundesstaat Pennsylvania im US-Repräsentantenhaus.

## Werdegang
James Getz absolvierte eine klassische Schulausbildung und arbeitete danach in der Zeitungsbranche. Im Jahr 1840 war er Mitgründer der Zeitung Reading Gazette. Später kaufte er noch das Blatt Jefferson Democrat. Diese beiden Zeitungen vereinigte er unter dem Namen Reading Gazette and Democrat. Im Jahr 1868 verkaufte er dann seine Anteile an diesem Unternehmen. James Getz studierte bis 1846 auch Jura und wurde als Rechtsanwalt zugelassen. Er hat aber nicht in diesem oder einem anderen juristischen Beruf praktiziert. Politisch war er Mitglied der Demokratischen Partei. In den Jahren 1856 und 1857 saß er als Abgeordneter im Repräsentantenhaus von Pennsylvania, dessen Präsident er im Jahr 1857 war.
Bei den Kongresswahlen des Jahres 1866 wurde Getz im achten Wahlbezirk von Pennsylvania in das US-Repräsentantenhaus in Washington, D.C. gewählt, wo er am 4. März 1867 die Nachfolge von Sydenham Elnathan Ancona antrat. Nach zwei Wiederwahlen konnte er bis zum 3. März 1873 drei Legislaturperioden im Kongress absolvieren. Noch bis 1869 war die Arbeit des Kongresses von den Spannungen zwischen den Republikanern und Präsident Andrew Johnson belastet, die in einem nur knapp gescheiterten Amtsenthebungsverfahren gipfelten.
1872 verzichtete James Getz auf eine weitere Kongresskandidatur. In den folgenden Jahren arbeitete er wieder in der Zeitungsbranche. Seit 1888 war er als Comptroller für die Stadt Reading tätig. Dort ist er am 25. Dezember 1891 auch verstorben.